# Watermolen van Helmond
De Watermolen van Helmond was een onderslagmolen op de Aa te Helmond. Ze lag op de Watermolenwal aan de noordzijde van het centrum, niet ver van het Kasteel Helmond.

## Geschiedenis
Enkele voorgangers worden vermeld in 1410 en in 1543, op de kaart van Jacob van Deventer. Deze molens lagen op een andere plaats dan de meer recente.
Vanaf 1548 wordt melding gemaakt van een molen op de meer recente plaats. Deze molen brandde in 1588 af, doch werd een jaar later weer herbouwd. In 1734 was de molen zo bouwvallig, dat ze opnieuw herbouwd moest worden. 
Aanvankelijk diende de molen, die een banmolen was van de Heren van Helmond, als korenmolen. In elk geval in 1816 weten we dat de molen toen ook als moutmolen en pelmolen werd ingezet. In 1798 werd de verplichting om het graan op deze molen te malen, afgeschaft.
De kasteelheer van Helmond, Carel Frederik Wesselman, verkocht de molen in 1850 aan Hendrikus Raijmakers. Via bakker P.J. van Asten kwam ze omstreeks 1870 in handen van de familie Neles. Omstreeks 1900 vonden nog enkele verbouwingen plaats. Er kwamen plannen om de Aa te verleggen, waartegen W.R.C. Neles protesteerde.
De molen fungeerde als cacaomolen van de firma Neles. Dit betrof een chemisch fabriekje dat was- en poetsproducten voor leder vervaardigde onder de merknaam Nedres. In 1927 verwerkte de molen nog volop cacaokoeken, een afvalproduct van de nabijgelegen Nederlandsche Cacaofabriek. De substantie die daaruit werd gewonnen kon in de producten van Neles Chemie worden gebruikt. In mei 1930 vond in dit bedrijf een ontploffing plaats, waarbij ook de toenmalige directeur, J.H. Neles, gewond werd. De ontploffing was te wijten aan een gescheurde acetyleentank. Twee arbeiders stierven door verstikking met giftige gassen. Daarop gingen de arbeiders in staking om loonsverhoging te eisen voor dit gevaarlijke werk. In 1942 werd de molen en het stuwrecht gekocht door de gemeente Helmond, waarna de Aa verlegd werd. Tot 1945 bestond het molengebouw nog, waarna het gesloopt werd.
De fabriek van Neles, gevestigd aan de Steenweg, werd formeel op 8 maart 1955 opgeheven. Het merk Nedres bestaat nog steeds, zij het dat de productie nu in Vorden plaatsvindt.